# Tim Hambly
Tim Hambly (* 23. Juni 1983 in White Bear Lake, Minnesota) ist ein ehemaliger US-amerikanischer Eishockeyspieler, der im Verlauf seiner aktiven Karriere zwischen 2001 und 2019 unter anderem 474 Spiele für den ERC Ingolstadt, Grizzlys Wolfsburg und Krefeld Pinguine in der Deutschen Eishockey Liga (DEL) auf der Position des Verteidigers bestritten hat. Mit dem ERC Ingolstadt gewann Hambly, der auch 274 Partien in der American Hockey League (AHL) absolvierte, im Jahr 2014 die Deutsche Meisterschaft.

## Karriere
Tim Hambly begann seine Karriere als Eishockeyspieler bei den Waterloo Black Hawks, für die er in der Saison 2000/01 in der Juniorenliga United States Hockey League (USHL) aktiv war. Anschließend spielte er vier Jahre lang für die Mannschaft der University of Minnesota Duluth, ehe er gegen Ende der Saison 2004/05 sein Debüt im professionellen Eishockey gab. Für die Las Vegas Wranglers aus der ECHL gab der Verteidiger in acht Spielen zwei Vorlagen. In der folgenden Spielzeit lief er erneut für Las Vegas in der ECHL auf, stand jedoch parallel für die Iowa Stars und Omaha Ak-Sar-Ben Knights in der American Hockey League (AHL) auf dem Eis, wobei er für letztere bis zu deren Umsiedlung 2007 spielte. Die Vertragsrechte des Linksschützen wurden daraufhin von deren Nachfolgeteam, den Quad City Flames, übernommen. 
Nachdem der US-Amerikaner die Saison 2008/09 beim AHL-Klub Rockford IceHogs verbracht hatte, für die er in insgesamt 83 Spielen 29 Scorerpunkte erzielt hatte, wurde er im Sommer 2009 vom ERC Ingolstadt aus der Deutschen Eishockey Liga (DEL) verpflichtet. Nach dem Gewinn der Deutschen Meisterschaft mit dem ERCI in der Saison 2013/14 – aufgrund einer Verletzung kam er zu keinem Playoff-Einsatz – wechselte er vor der Saison 2014/15 innerhalb der Liga zu den Grizzly Adams Wolfsburg. Dort wurde er im Jahr 2016 noch einmal Vizemeister und wechselte kurz danach im Juni 2016 zum Ligakonkurrenten Krefeld Pinguine. Nach einer Spielzeit bei den Rheinländern ließ der US-Amerikaner seine Karriere, die er im Sommer 2019 im Alter von 36 Jahren beendete, die folgenden beiden Jahre bei den Nippon Paper Cranes in der Asia League Ice Hockey (ALIH) ausklingen.

## Erfolge und Auszeichnungen
- 2014 Deutscher Meister mit dem ERC Ingolstadt
- 2016 Deutscher Vizemeister mit den Grizzlys Wolfsburg

## Karrierestatistik
(Legende zur Spielerstatistik: Sp oder GP = absolvierte Spiele; T oder G = erzielte Tore; V oder A = erzielte Assists; Pkt oder Pts = erzielte Scorerpunkte; SM oder PIM = erhaltene Strafminuten; +/− = Plus/Minus-Bilanz; PP = erzielte Überzahltore; SH = erzielte Unterzahltore; GW = erzielte Siegtore; 1 Play-downs/Relegation; Kursiv: Statistik nicht vollständig)